# Ray González
Ramón González Rivera (Dorado, 4 de mayo de 1972) es un luchador profesional puertorriqueño que trabaja para World Wrestling Council. También lucho para la International Wrestling Association y fue pieza clave en el renacimiento de la lucha libre puertorriqueña durante 2002 y 2006 en esa compañía. Ha luchado también y para compañías en El Consejo Mundial De Lucha Libre CMLL en México, New Generation Wrestling  Japón y la desaparecida Xcitement Wrestling Federation XWF en Estados Unidos. 
Ha ganado gran cantidad de títulos en Puerto Rico entre los que se destacan el WWC Universal Heavyweight Championship en 21 ocasiones, IWA World Heavyweight Championship en otras siete ocasiones, y también se le atribuye haber ganado el NWA World Heavyweight Championship pero después fue despojado del título.  En su trayectoria ha utilizado otros personajes como Rey Fénix y El Cóndor. También fue el conductor del espacio «El Café del Milenio». El día 7 de febrero se anunció que Ray no volvería a luchar tras una peligrosa operación a la que sería sometido.

## World Wrestling Council / WWC (1990-2001)
Ray debutó en WWC bajo el nombre El Cóndor donde usaba una máscara en el 1990, con ese personaje estuvo todo el año hasta en 1991. En el año 1991 debuta bajo el nombre de Ray González, nombre con el que gana el Campeonato Mundial Junior Completo , el Campeonato Mundial en Parejas, el Campeonato del Caribe en Parejas, el Campeonato de Puerto Rico y el Campeonato más importante de Puerto Rico, el Campeonato Universal. WWC sería la empresa que pondría en el mapa su carrera exitosa. Comenzaría en WWC después de perder el Campeonato Universal por segunda vez y se convertiría a rudo tras comenzar un feudo con el Ejército de la Justicia (grupo face) y su entrenador Carlos Colón. Así funda el grupo la Familia del Milenio y tuvo su propio segmento llamado, El café del Milenio donde entrevistaba e insultaba a los luchadores. El feudo que tendría con Carlos Colon se iría de profesional a personal ya que ataca al hijo de Carlos Colón con quien tendría varias luchas hasta el 2001. Carly Colón, hijo de Carlos Colón tendrían un feudo grande que todavía no ha terminado y que actualmente está en guerra con él pero ya no con la familia. El 1 de diciembre de 200, tendría su última lucha en WWC tras no renovar su contrato por desacuerdos con la empresa.

## International Wrestling Association / IWA (2002-2007)
En el año 2002 debutó bajo el nombre de Rey Fénix quien usaba una máscara al llegar a IWA, se unió a Savio Vega y tuvo un feudo con Apolo, Ricky Banderas y Shane the Glamour Boy (Shane Sewell) sobre el Campeonato Mundial Peso Pesado de la IWA. González ganó su primer Campeonato Mundial Peso Pesado de IWA al derrotar a Ricky Banderas en el evento Golpe de Estado. Ray siguió usando su personaje de Rey Fénix hasta el 3 de febrero de 2003, ya que en un segmento con Savio Vega, Ray se desenmascara y revela su personalidad. Bajo el nombre de Ray González volvió a ganar el título 6 veces más tanto así que se autoproclamó por el mismo en el 2004 como el "Rey de Campeones". Ray también fue Campeón Intercontinental al derrotar al hijo de Ric Flair, David Flair en el 2003. siendo derrotado después por Shane The Glamour Boy. En 2006 vuelve a ganar el Campeonato Intercontinental al derrotar a El Chicano. Después fue despojado del título debido a una controversia con la compañía. En la IWA tuvo 7 reinados como Campeón Mundial Peso Pesado de IWA y 2 reinados como Campeón Intercontinental. En el 2007, era el campeón Mundial de la empresa y lo dejó vacante debido a que firmó en NGW
New Generation Wrestling en Japón.

## Regreso a World Wrestling Council / WWC (2008-2010)
Ray González regresó a WWC con el personaje del Cóndor, pidiendo participar de un torneo para determinar el nuevo Campeón Universal. Torneo el cual cayó como finalista junto con Carly Colón, pero al final luchó con la identidad de Ray González ya que se quitó la máscara en un show de televisión llamado "Anda Pal Cará", más tarde en Aniversario gana el Campeonato Universal y lo retiene hasta que es derrotado por Steve Corino. Más adelante tendría un feudo con Orlando Colón entre otros. En el 2010 es derrotado por Scott Steiner y pierde el Campeonato Universal,  más tarde lo vuelve a ganar en Aniversario al derrotar a Steiner, perdiéndolo en julio de 2010 contra Shelton Benjamin, siendo así su última lucha en esa empresa ya que regresaría a IWA en el 2011.

## Regreso a International Wrestling Association / IWA (2011-2012)
Antes de Christmas in PR 2010, la IWA empezó a correr un ángulo donde una "voz misteriosa" dejaba mensajes a algunos de sus luchadores. El 6 de enero de 2011, horas antes del evento "Histeria Boricua" iba a celebrarse en Bayamón, la IWA publicó un video con un enmascarado Rey Fénix de anunciar su presencia en el evento. En el evento real, González se puso la máscara y exigió una revancha contra Banderas, alegando que él "nunca había derrotado al Rey Fénix". El lucha fue promovida como "La Revancha del Siglo" siendo Banderas el ganador. El ángulo con la "misteriosa voz", continuó por algún tiempo, en los casos en que se dio a entender como una conversación psicótico entre González y su alter ego. Una conclusión llegó al Juicio Final, cuando se reveló que se había estado burlando de los fanáticos todo el tiempo y procedió a quitarse la máscara. González luego reclutó a Thunder & Lightning, así como la Academia, un grupo compuesto por el luchador de estilo olímpico, Phillip Cardona, y el campeón invicto de Peso Pesado Intercontinental, Chris Ángel. Después de esto, González hizo varias apariciones sin luchar explicando que en Angel vio "una versión más joven" de sí mismo. A pesar de esto, salió de la IWA, poco después de la promoción dejó de trabajar con Telemundo de Puerto Rico, entrando en un nuevo período de inactividad.

## Segundo Regreso a World Wrestling Council / WWC (2012-presente)
El 3 de diciembre de 2011, Gilbert Cruz mencionó González en un segmento de Las Superestrellas de la Lucha Libre edición del sábado, también declarando que "[era] cansado de ser comparado con Ray González" y más tarde reiterando que "González huyó de lucha libre, porque tenía miedo de él" antes de emitir una invitación para que éste fuese el invitado en un sketch acogido por él titulado "La Opinión de Gilbert". González aceptó, apareciendo en un segmento donde confirmó su presencia en el evento "LockOut". El evento tuvo lugar el 17 de diciembre de 2011 en Bayamón, PR. El segmento sirvió como punto de partida para un feudo entre ambos luchadores. González ganó su primer encuentro en Euphoria 2012, pero Gilbert tomó represalias en La Hora de la Verdad para convertirse en el primer contendiente. Después de todo eso gana el Campeonato Universal. Muchos años después siguió ganando y perdiendo varios campeonatos incluyendo el Campeonato Universal.
Tuvo problemas con Carly Colón (Carlito) ya que en el evento Euphoria fue lastimado por Carly Colon y no se sabía si volvería a luchar. El hijo de Ray, Ray González Jr., le hizo un reto a Carly Colón para vengar lo que le hizo a su padre. Al final Ray Jr., tuvo la lucha pero la misma terminó en descalificación. Más adelante un Ray González ya recuperado, luchó contra Carly Colón en una lucha de ambulancia, lucha que Ray terminó saliendo vencedor.
El 7 de noviembre de 2015, WWC reanudó el ángulo con Alberto Del Rio, a partir de un segmento en el que agredió a Ray González, Jr. durante una sesión de entrenamiento en Texas Wrestling Academy, TWA, citándolo como venganza por lo que su padre le había hecho a Ricardo Rodríguez. El sketch fue filmada antes de que el hiciera su regresó a la WWE, pero se le dio continuidad. Este fue el único aspecto externo autorizado por la promoción después de la promulgación de un nuevo contrato, incluso reemplazando sus compromisos restantes como el título, Mega Campeonato de AAA de México. Luego González le haría un reto Alberto Del Rio a un encuentro.

## Campeonatos y logros
- World Wrestling Council 
  - WWC Universal Heavyweight Championship (21 veces)
  - WWC World Television Championship (2 veces)
  - WWC Caribbean Tag Team Championship (2 veces) - con Ricky Santana (2)
  - WWC World Junior Heavyweight Championship (2 veces)
  - WWC Puerto Rico Championship(2 veces)
  - WWC Tag Team Championship (10 veces) - con Ricky Santana (3) y El Bronco 1 (3) Huracán Castillo Jr. (3) y Rex Rey (1)

- International Wrestling Association
  - IWA Undisputed World Heavyweight Championship ) (7 veces)
  - IWA Intercontinental Championship (2 veces)

- National Wrestling Alliance
  - NWA World Heavyweight Championship (1 vez)

- Pro Wrestling Illustrated
  - Situado en el Nº267 en los PWI 500 de 1993
  - Situado en el Nº95 en los PWI 500 de 1994
  - Situado en el Nº102 en los PWI 500 de 1995
  - Situado en el Nº284 en los PWI 500 de 1996
  - Situado en el Nº226 en los PWI 500 de 1998
  - Situado en el Nº126 en los PWI 500 de 2003
  - Situado en el Nº155 en los PWI 500 de 2009
  - Situado en el Nº147 en los PWI 500 de 2010
  - Situado en el Nº180 en los PWI 500 de 2011
  - Situado en el Nº290 en los PWI 500 de 2012
  - Situado en el Nº144 en los PWI 500 de 2013
  - Situado en el Nº242 en los PWI 500 de 2014